# Nanoagujero

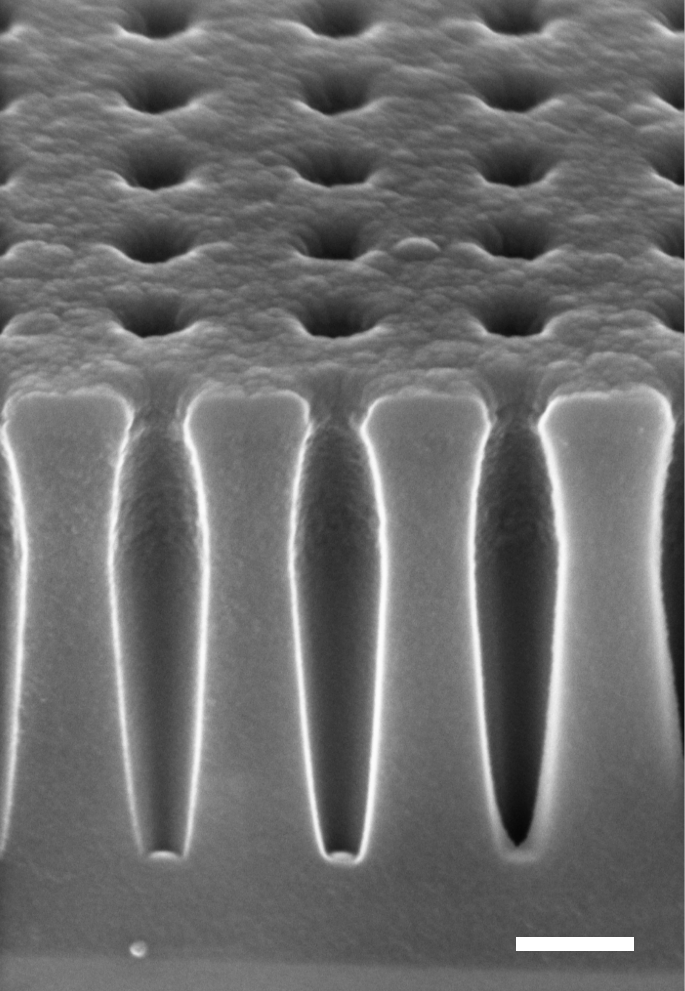
Micrografía electrónica de barrido en sección transversal en ángulo de una matriz de nanoagujeros grabada en silicio amorfo, con una fina capa de polímero conductor. La barra de escala es de 200 nm.

Los nanoagujeros son una clase de material nanoestructurado que consiste en huecos a nanoescala en la superficie de un material. No deben confundirse con nanoespuma o materiales nanoporosos que soportan una red de huecos que permean todo el material (a menudo en un estado desordenado), los materiales con nanoagujeros presentan un patrón de orificios regular que se extiende a través de una única superficie. Se pueden considerar como lo contrario de una estructura de nanopilares o nanocables.

## Usos
Las estructuras de nanoagujeros se han utilizado para una variedad de aplicaciones, que van desde superlentes producidas a partir de una matriz de nanoagujeros metálicos  hasta dispositivos fotovoltaicos estructurados utilizados para mejorar la extracción de portadores  y la absorción de luz. 
Las estructuras de nanoagujeros también se utilizan ampliamente para la creación de cristales fotónicos, particularmente para crear guías de ondas de cristales fotónicos.